# Luiz Alberto Figueiredo
Luiz Alberto Figueiredo Machado (Rio de Janeiro, 17 juli 1955) is een Braziliaans diplomaat en onafhankelijk politicus. Hij was van augustus 2013 tot en met december 2014 Minister van Buitenlandse Zaken van Brazilië in het kabinet-Rousseff, onder president Dilma Rousseff. 

## Biografie
Figuiredo volgde rechten aan de Federale Universiteit van Rio de Janeiro en studeerde af in 1980, om dan diplomaat te worden bij het Braziliaanse Ministerie van Buitenlandse Zaken. Zijn eerste post was in New York, van 1986 tot 1989. Vervolgens was hij actief in Santiago (1989-1992), Washington (1996-1999), Ottawa (1999-2002) en vertegenwoordiger bij de UNESCO in Parijs van 2003 tot 2005. Hij was later verantwoordelijk voor het milieu- en duurzame ontwikkelingsbeleid en werd directeur-generaal van het Departement Milieu en Speciale Zaken van het Ministerie van Buitenlandse Zaken, om in 2011 te promoveren tot vicestaatssecretaris voor Milieu, Energie, Wetenschap en Technologie. In 2013 was hij de Permanente Vertegenwoordiger van Brazilië bij de Verenigde Naties, tot hij door president Dilma Rousseff werd opgenomen in haar kabinet als opvolger voor Antonio Patriota.